# انفجار خط أنابيب المكسيك 2019
في 18 يناير 2019 ، انفجر خط أنابيب نقل الوقود في بلدة تلاويليلبان في ولاية هيدالغو. أسفر الانفجار عن مقتل ما لا يقل عن 79 شخصًا وإصابة أكثر من 66 آخرين. السلطات المكسيكية ألقت اللوم على لصوص الوقود الذين استغلوا خط الأنابيب بشكل غير قانوني.